# Australian Open 1981
Die Australian Open 1981 fanden vom 30. November bis 6. Dezember 1981 statt. Es handelte sich um die 14. Australian Open seit Beginn der Open Era und die 70. Auflage des Grand-Slam-Turniers in Australien.
Titelverteidiger im Einzel waren Brian Teacher bei den Herren sowie Hana Mandlíková bei den Damen. Im Herrendoppel waren dies Mark Edmondson und Kim Warwick, im Damendoppel Betsy Nagelsen und Martina Navratilova.

## Herreneinzel

### Setzliste
| Nr. | Spieler         | Erreichte Runde |
| --- | --------------- | --------------- |
| 01. | Guillermo Vilas | Achtelfinale    |
| 02. | Peter McNamara  | Viertelfinale   |
| 03. | Roscoe Tanner   | 2. Runde        |
| 04. | Johan Kriek     | Sieg            |
| 05. | Kim Warwick     | Viertelfinale   |
| 06. | Mark Edmondson  | Halbfinale      |
| 07. | Fritz Buehning  | 1. Runde        |
| 08. | Tim Mayotte     | Viertelfinale   |

| Nr. | Spieler           | Erreichte Runde |
| --- | ----------------- | --------------- |
| 09. | Shlomo Glickstein | Viertelfinale   |
| 10. | John Sadri        | 1. Runde        |
| 11. | Chris Lewis       | Achtelfinale    |
| 12. | Hank Pfister      | Halbfinale      |
| 13. | Pat DuPré         | Achtelfinale    |
| 14. | Kevin Curren      | 2. Runde        |
| 15. | Peter Rennert     | 2. Runde        |
| 16. | John Fitzgerald   | 1. Runde        |

## Dameneinzel

### Setzliste
| Nr. | Spielerin           | Erreichte Runde |
| --- | ------------------- | --------------- |
| 01. | Chris Evert-Lloyd   | Finale          |
| 02. | Tracy Austin        | Viertelfinale   |
| 03. | Martina Navratilova | Sieg            |
| 04. | Andrea Jaeger       | Viertelfinale   |
| 05. | Hana Mandlíková     | Viertelfinale   |
| 06. | Pam Shriver         | Halbfinale      |
| 07. | Wendy Turnbull      | Halbfinale      |

| Nr. | Spielerin       | Erreichte Runde |
| --- | --------------- | --------------- |
| 08. | Evonne Cawley   | Viertelfinale   |
| 09. | Barbara Potter  | 2. Runde        |
| 10. | Mima Jaušovec   | Achtelfinale    |
| 11. | Virginia Ruzici | 1. Runde        |
| 12. | Bettina Bunge   | Achtelfinale    |
| 13. | Sue Barker      | Achtelfinale    |
| 14. | Kathy Jordan    | Achtelfinale    |

## Herrendoppel

### Setzliste
| Nr. | Paarung                          | Erreichte Runde |
| --- | -------------------------------- | --------------- |
| 01. | Peter McNamara Paul McNamee      | Viertelfinale   |
| 02. | Kevin Curren Steve Denton        | Halbfinale      |
| 03. | Heinz Günthardt Markus Günthardt | Achtelfinale    |
| 04. | Mark Edmondson Kim Warwick       | Sieg            |

| Nr. | Paarung                          | Erreichte Runde |
| --- | -------------------------------- | --------------- |
| 05. | Fritz Buehning Shlomo Glickstein | 1. Runde        |
| 06. | Peter Rennert Russell Simpson    | Achtelfinale    |
| 07. | David Carter Paul Kronk          | Viertelfinale   |
| 08. | Anders Järryd Hans Simonsson     | 1. Runde        |

## Damendoppel

### Setzliste
| Nr. | Paarung                         | Erreichte Runde |
| --- | ------------------------------- | --------------- |
| 01. | Martina Navratilova Pam Shriver | Finale          |
| 02. | Kathy Jordan Anne Smith         | Sieg            |
| 03. | Rosie Casals Wendy Turnbull     | Halbfinale      |
| 04. | Sue Barker Ann Kiyomura         | Halbfinale      |

| Nr. | Paarung                        | Erreichte Runde |
| --- | ------------------------------ | --------------- |
| 05. | Barbara Potter Sharon Walsh    | Viertelfinale   |
| 06. | Rosalyn Fairbank Tanya Harford | 1. Runde        |
| 07. | Betsy Nagelsen Candy Reynolds  | 1. Runde        |
| 08. | Andrea Jaeger Hana Mandlíková  | Achtelfinale    |

## Mixed
Zwischen 1970 und 1986 wurden keine Mixed-Wettbewerbe bei den Australian Open ausgetragen.